# Diastereoizomery
Diastereoizomery – izomery konfiguracyjne (na przykład optyczne lub E-Z) niepozostające ze sobą w relacji odbić lustrzanych (więc niebędące enancjomerami).

## Właściwości diastereoizomerów
W przeciwieństwie do enancjomerów diastereoizomery wykazują różnice we właściwościach fizycznych, między innymi temperaturze topnienia, temperaturze wrzenia, rozpuszczalności, momencie dipolowym. Ich właściwości optyczne (aktywność optyczna) mogą być podobne lub skrajnie różne. W szczególnych przypadkach mogą nie wykazywać czynności optycznej (na przykład diastereoizomery cis-trans, forma mezo).

## Podział diastereoizomerów
Wyróżniamy dwie grupy tych stereoizomerów:
- diastereoizomery cis-trans (izomery geometryczne)
- diastereoizomery konfiguracyjne (izomery konfiguracyjne) – to właśnie tę grupę stereoizomerów określa się najczęściej nazwą „diastereoizomery”. Ich cząsteczki zawierają co najmniej dwa centra stereogeniczne, z których co najmniej jedno ma taką samą konfigurację. Para cząsteczek na schemacie powyżej jest przykładem diastereoizomerów konfiguracyjnych.

## Diasteroizomeria konfiguracyjna
Zjawisko diastereoizomerii wynika z istnienia dwóch lub więcej centrów chiralności w obrębie jednej cząsteczki. W przypadku niecyklicznej cząsteczki z dwoma centrami chiralności i trzema różnymi podstawnikami mogą istnieć trzy steroizomery konfiguracyjne. Dwa z nich są formami chiralnymi, wykazującymi aktywność optyczną, które są w stosunku do siebie enancjomerami, zaś jedna to nieaktywna optycznie i achiralna forma mezo. Forma mezo jest diastereoizomerem w stosunku do obydwu enancjomerów.
Przykład dwóch enancjomerów i formy mezo jednego związku chemicznego (kwasu winowego):
|                                                    |                                        |                                   |
| kwas (+)-winowy konfiguracja R,R lub L (naturalny) | kwas (−)-winowy konfiguracja S,S lub D | kwas mezo-winowy konfiguracja R,S |

Gdy w acyklicznym związku z dwoma centrami chiralności są co najmniej cztery różne podstawniki, możliwe są zawsze cztery różne izomery konfiguracyjne. Dwa z nich mają tę samą konfigurację absolutną na obu centrach chiralności, a dwie z nich różną. Te o tej samej (RR–SS), a także te o różnej (RS–SR), konfiguracji są wzajemnie enancjomerami, zaś układ – ta sama konfiguracja na obu centrach (np. RR), inna na każdym (RS) – tworzy pary diastereoizomerów.